# Draconarius gurkha
Draconarius gurkha är en spindelart som först beskrevs av Brignoli 1976.  Draconarius gurkha ingår i släktet Draconarius och familjen mörkerspindlar.
Artens utbredningsområde är Nepal. Inga underarter finns listade i Catalogue of Life.